# Anna Cockrell
Anna Cockrell (née le 28 août 1997) est une athlète américaine, spécialiste du 400 mètres haies.

## Biographie
En 2016, elle remporte la médaille d'or du 400 mètres haies lors des championnats du monde juniors, à Bydgoszcz, en portant son record personnel à 55 s 20.
En 2024 elle se qualifie pour les Jeux olympiques en terminant 2e des Sélections olympiques américaines avec 52 s 64, derrière Sydney McLaughlin-Levrone qui bat le record du monde.
Aux Jeux elle obtient la médaille d'argent, avec un nouveau record personnel à 51 s 87, derrière McLaughlin-Levrone qui bat encore le record du monde.

## Palmarès
| Date | Compétition                   | Lieu      | Résultat | Épreuve     | Temps         |
| ---- | ----------------------------- | --------- | -------- | ----------- | ------------- |
| 2016 | Championnats du monde juniors | Bydgoszcz | 1re      | 400 m haies | 55 s 20       |
| 2016 | Championnats du monde juniors | Bydgoszcz | 1re      | 4 × 400 m   | 3 min 29 s 11 |
| 2019 | Jeux panaméricains            | Lima      | 2e       | 400 m haies | 55 s 50       |
| 2019 | Jeux panaméricains            | Lima      | 1re      | 4 x 400 m   | 3 min 26 s 46 |
| 2021 | Jeux olympiques               | Tokyo     | —        | 400 m haies | DSQ           |
| 2023 | Championnats du monde         | Budapest  | 5e       | 400 m haies | 53 s 34       |
| 2024 | Jeux olympiques               | Paris     | 2e       | 400 m haies | 51 s 87       |

## Records
| Épreuve     | Marque  | Lieu  | Date        |
| ----------- | ------- | ----- | ----------- |
| 400 m haies | 51 s 87 | Paris | 8 août 2024 |